# Shunkan

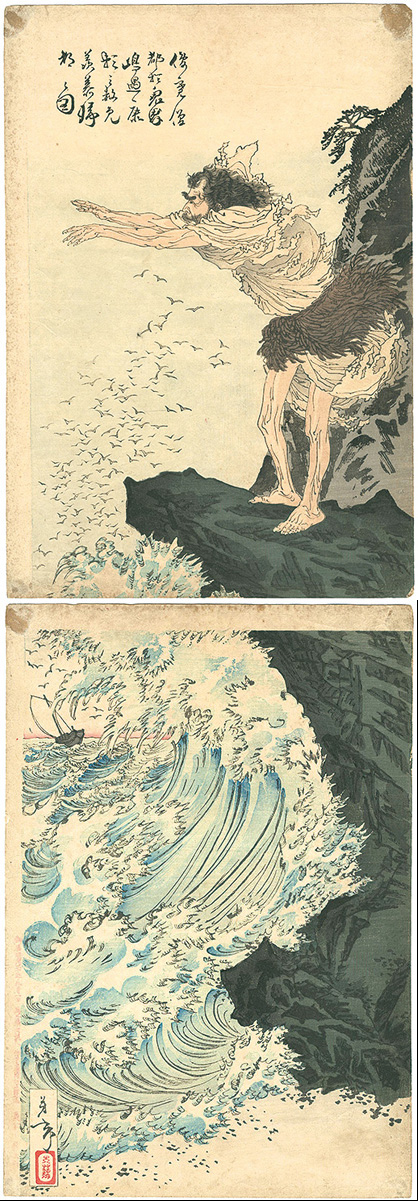
Vertikales Diptychon von Yoshitoshi

Shunkan (japanisch 俊寛; geboren im Jahr Kōji 2 (jul. 1143–1144); gestorben 2.3.Jishō 3lunisolar/10. April 1179jul.) war ein japanischer buddhistischer Priester in der späten Heian-Zeit.

## Leben und Wirken

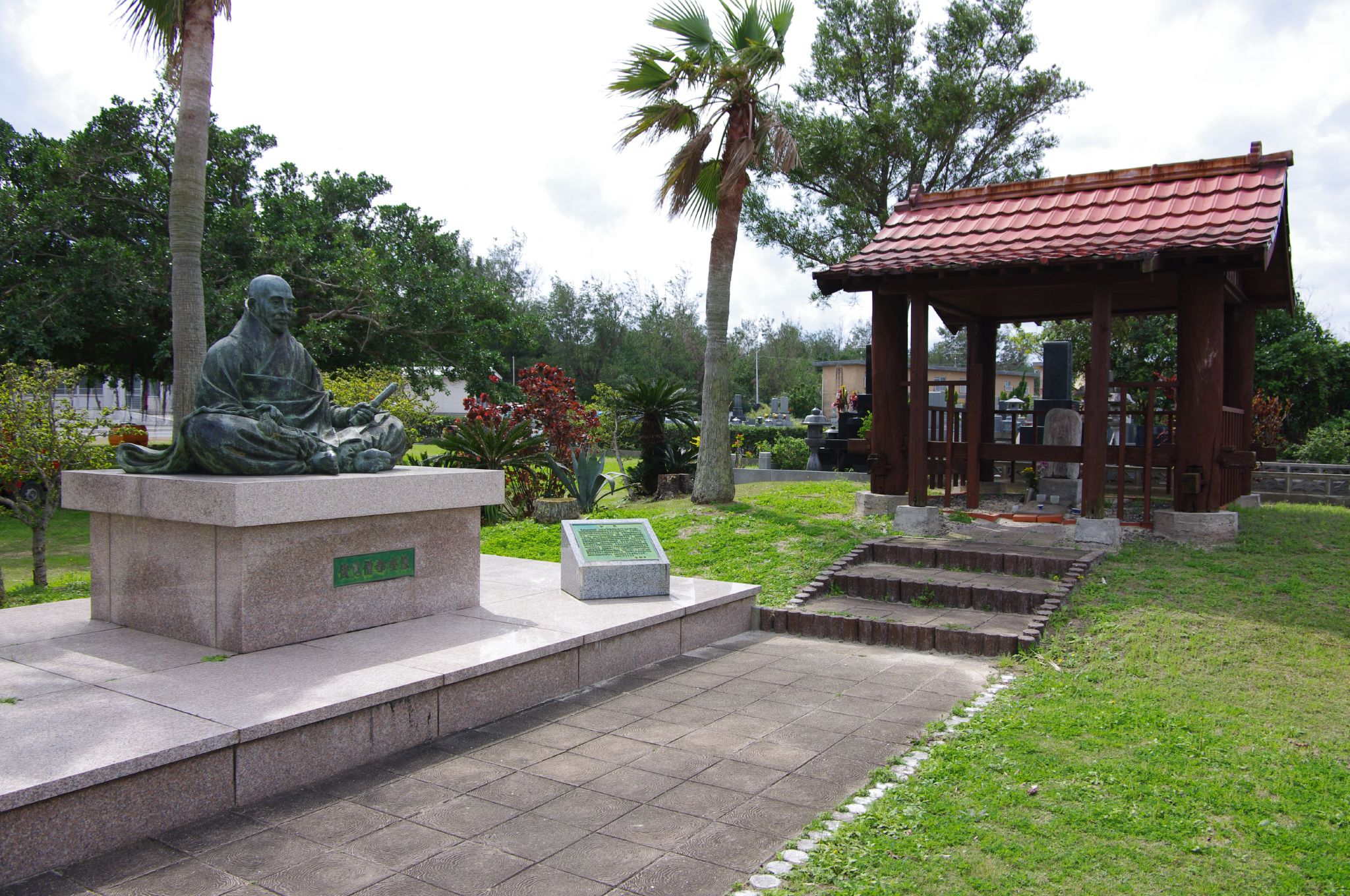
Gedenkstätte für Shunkan (Kikai, Kagoshima).

Shunkan war ein Enkel von Minamoto no Masatoshi (源 雅俊; 1063–1122) aus dem Murakami-Minamoto-Klan und Sohn von Kidera Hōin Kan’ya (木寺法印寛雅). Er, ein Priester der Shingon-Richtung des Buddhismus, beaufsichtigte die ausgedehnte Anlage des Hōsshō-ji (法勝寺), eines Tempels im Bezirk Shirakawa von Kyōto, und nahm Aufgaben eines buddhistischen Geistlichen wahr.
Im Jahr 1177 schloss sich Shunkai dem Kaiser im Ruhestand Go-Shirakawa, zusammen mit Fujiwara no Narichika (藤原 成親; 1138–1177), dem Priester Saikō (西光; gestorben 1177) und anderen, bei einem Anschlag an, der als „Shikageya-Zwischenfall“ (鹿ケ谷事件) in die Geschichte eingegangen ist. Der Anschlag war gegen Taira no Kiyomori gerichtet, der damals die Macht in der Stadt besaß. Kiyomori nahm die Verschwörer fest und verbannte Shunkan auf eine Insel namens „Kigaigashima“ (鬼界ヶ島) – etwa „Insel der Teufelswelt“. Eine Insel dieses Namens gibt es jedoch nicht: Eine Annahme ist, dass es sich um die Insel Iōjima – die „Schwefelinsel“ – in der Provinz Satsuma handelt, aber auch andere Orte werden diskutiert.
Im folgenden Jahr wurde eine Amnestie verkündet, aber Shunkan gehörte nicht zu den Begnadigten. So musste er weiter sein Leben auf der Insel verbringen und starb auch dort. Seine Bestürzung und seine Wut, dass er nicht zurückkehren konnte, bildete dann den dramatischen Höhepunkt in verschiedenen Nō-Dramen, im Bunraku und im Kabuki. Am bekanntesten ist „Heike myogo no shima“ (平家女護島), das Chikamatsu Monzaemon 1719 publizierte. Akutagawa Ryunosuke publizierte 1922 Shunkan, basierend auf den Werken von Kurata Hyakuzō und Kikuchi Kan und anderen.